# 美利坚联盟国国徽
聯盟國國徽（英語：Seal of the Confederate States）或稱邦聯國徽，是美利坚联盟国国徽在南北内战時期南部奴隶制邦联的官方公章，联盟国是由投票脱离合众国政府的十一个州組成。1863年4月30日正式启用该徽章。

## 外部連結
- Seal of the Confederate States （页面存档备份，存于） 大英圖書館
- Seal of the Confederate States （页面存档备份，存于） 美國國會圖書館
- Seal of the Confederate States （页面存档备份，存于） 美國國家歷史博物館
- Seal of the Confederate States （页面存档备份，存于） 喬治亞大學